# Pays Chartrain
 (juillet 2025).
Motif : Sans sources secondaires.
- Archive Wikiwix
- Bing
- Cairn
- DuckDuckGo
- E. Universalis
- Gallica
- Google
- G. Books
- G. News
- G. Scholar
- Persée
- Qwant
- (zh) Baidu
- (ru) Yandex
- (wd) trouver des œuvres sur Wikidata

| 1. | Préciser le motif de la pose du bandeau. | Précisez le motif de la pose du bandeau en utilisant la syntaxe suivante : {{admissibilité à vérifier\|date=juillet 2025\|motif=remplacez ce texte par le motif}}                   |
| 2. | Informer les utilisateurs concernés.     | Pensez à avertir le créateur de l'article, par exemple, en insérant le code ci-dessous sur sa page de discussion : {{subst:avertissement admissibilité à vérifier\|Pays Chartrain}} |

Le Pays Chartrain est un ancien pays d'Eure-et-Loir organisé par le Syndicat intercommunal pour l'aménagement et le développement du Pays Chartrain. Sous l'Ancien Régime, ce nom désignait la région dont Chartres était la ville principale. Il était compris dans la Beauce et l'Orléanais.
Cette structure intercommunale qui s'étend sur un axe de 80 km en partie sur la région naturelle de la Beauce comprend l’agglomération chartraine et regroupe 112 communes euréliennes.

## Historique
- 11 décembre 1997 : création, siège à la mairie de Luisant ;
- 2 février 1999 : transfert du siège à la mairie de Gasville-Oisème ;
- 2 juin 2014 : dissolution du syndicat mixte[1],[2]

## Composition
Le Pays Chartrain se composait de :
- l'ancienne communauté de communes des Quatre Vallées
- l'ancienne communauté de communes du Val Drouette
- l'ancienne communauté de communes du Val de Voise
- l'ancienne communauté de communes des Terrasses et Vallées de Maintenon
- l'ancienne communauté de communes du pays de Combray
- l'ancienne communauté de communes du pays Courvillois
- la communauté d'agglomération Chartres Métropole[Note 1]

## Compétences du syndicat intercommunal
Les objectifs du Syndicat Intercommunal pour l'Aménagement et le développement du Pays Chartrain tiennent essentiellement en l'aménagement équilibré des équipements et services sur le territoire, concernant notamment :
- le développement économique ;
- l'environnement et l'agriculture ;
- le tourisme et les loisirs ;
- la culture et le patrimoine ;
- les services à la population.